# Лі Андерссон
Лі Сігрід Андерссон (швед. Li Sigrid Andersson; нар. 13 травня 1987, Турку, Фінляндія) — фінська ліва політична діячка, депутатка парламенту Фінляндії (з 2015), голова партії Лівий союз (з 2016); членкиня міської ради Турку. Міністерка освіти Фінляндії в кабінеті Рінне з 6 червня 2019 року.

## Біографія
З родини етнічних шведів. Народилася в Турку в сім'ї художника і скульптора Яана-Еріка Андерссона і журналістки Сів Скогман.
За спогадами, у 16 років вирішила вступити в молодіжну організацію Лівого союзу після читання газетних статей Пааво Аргінмякі, який тоді керував цією організацією. У 2010 році закінчила зі ступенем магістра політології Академію Або, де вивчала міжнародне право, права людини і питання біженців. Пройшла курси російської мови і культури.
У 2012 році вийшла написана нею і двома співавторами книга про правий екстремізм і популізм у Фінляндії; презентації цієї книги неодноразово зривали представники описаних у ній ультраправих рухів.
На парламентських виборах 2015 року була обрана депутаткою едускунти від виборчого округу Варсинайс-Суомі, після виборів обрана заступницею голови парламентської групи Лівого союзу. Членкиня парламентського комітету з питань культури.
У лютому 2016 року 28-річна Андерссон заявила про намір балотуватися на пост голови партії Лівий союз і на неофіційних виборах 6 червня 2016 року отримала 3913 (61,85 %) голосів, після чого інші кандидати зняли свої кандидатури. На партійному з'їзді, що проходив у Оулу, 11 червня 2016 року Андерссон була обрана головою (лідеркою) партії, змінивши на цьому посту Пааво Аргінмякі. За словами Андерссон, метою партії є перетворення Фінляндії «на суспільство, в якому потреби громадян і права людини важливіші за гроші».
У листопаді 2019 року була переобрана головою партії, при цьому інших претендентів на цей пост не було.

## Публікації українською
- «Ми вже це проходили»: європарламентарі про провал ультраправих в Північній Європі // Спільне, 06.05.2025